# みつあみ
『みつあみ』は、山本麻里安の1作目のアルバム。1998年5月25日にワーナーミュージック・ジャパン（ve:shallレーベル）から発売された。

## 概要
- 声優・山本麻里安のデビューミニアルバム。
- 表題曲「みつあみ」は、自身が作詞を担当している。

## 収録曲
1. HELLO [1:49]
作詞・作曲・編曲：高田三郎
2. Believe [5:23]
作詞・作曲：Love Comedy、編曲：高田三郎
3. みつあみ [5:05]
作詞：山本麻里安、作曲・編曲：藤原雄紀
4. つよくなりたい [6:59]
作詞・作曲：大津美紀、編曲：藤原雄紀
5. アブナイ彼 ATTENDS OUVA-TEN [3:50]
作詞：微美杏里、作曲：セルジュ・ゲンズブール、編曲：高田三郎
6. 泣いちゃいけない [4:48]
作詞・作曲：Love Comedy、編曲：藤原雄紀
7. ずーっとずっと [4:40]
作詞・作曲：GARDEN、編曲：高田三郎